# Brian Manning
Brian Manning (21 de maig de 1927 - 24 d'abril de 2004) va ser un dels principals historiadors marxistes britànics, es especial de la guerra civil anglesa del segle XVII. Alumne de Christopher Hill, la seva obra més coneguda va ser "The English People and the English Revolution".

## Biografia
Manning va estudiar al Lancing College, guanyant una beca per al Balliol College d'Oxford. Va ser nomenat professor de la Universitat de Manchester el 1959, i el 1980 va esdevenir professor a la Universitat de l'Ulster; finalment fou professor emèrit en la seva jubilació el 1992.
Des de la seva fundació Manning va participar en el consell editorial de Past and Present, creada el 1952, en gran part pel Grup d'Historiadors del Partit Comunista, per elaborar la "història des de baix": el passat com a història de generacions de treballadors i camperols, dones i homes, que lluiten per fer-se a si mateixos i el seu món.
El treball de Manning es va basar principalment en la col·lecció de pamflets de Thomason que es conserva a la British Library i en la propaganda realista sobre els orígens socials dels seus oponents en la Guerra Civil anglesa. Molts dels temes que van aparèixer a la seva obra als anys cinquanta van seguir presents a les seves publicacions posteriors, tot i que l'interès dels historiadors es va traslladar cap a altres llocs. L'augment de la historiografia “revisionista” a la dècada de 1970, amb l'abandonament dels enfocaments marxistes va ser una evolució que va lamentar, però que no va poder deturar. Així i tot, la seva pròpia obra es va fer més popular en els temes dominants de la investigació històrica des de mitjans dels anys setanta en endavant. Va ser un actiu polemista i activista marxista fins al final de la seva vida.
En un grup d'historiadors dominat per Christopher Hill i els seus companys comunistes, Manning va ser un home estrany, evitant l'ortodòxia del Partit Comunista i adoptant, al contrari, el pensament de la Nova Esquerra. Després de traslladar-se a Irlanda es va unir a l'irlandès Socialist Workers Party. Més tard va formar part del "London Socialist Historians Group", que fa un memorial anual en el seu honor.

## Obres
- Politics, religion and the English Civil War (editor) (1973)
- The English people and the English Revolution, 1640-1649 (1976)
- 1649: The Crisis of the English Revolution (1992)
- Aristocrats, Plebeians and Revolution in England 1640-1660 (1996)
- The Far Left in the English Revolution, 1640-1660 (1999)
- "History and socialism" Arxivat 2020-02-27 a Wayback Machine., Essay on E.H. Carr (2001)
- Revolution and Counter-Revolution in England, Ireland and Scotland, 1658-1660 (2003)
- The legacy of Christopher Hill Arxivat 2016-01-28 a Wayback Machine.(2003)

## Llocs externs
- Marxists Internet Archive: Brian Manning
- Guardian obituary
- Socialist Worker obituary
- Callinicos, Alex, "Obituary: A True Leveller" Arxivat 2013-08-25 a Wayback Machine.
- Holstun, James, "Brian Manning and the dialectics of revolt" Arxivat 2020-02-27 a Wayback Machine.
- Blackledge, Paul, "Brian Manning: Historian of the People and the English Revolution", Historical Materialism Vol. 13, No. 3. 2005, pp. 219–228
- Manning, Toby, "My father the stranger," Guardian, 1 Jan. 2011